# Encyrtoscelio mediterraneus
Encyrtoscelio mediterraneus is een vliesvleugelig insect uit de familie van de Scelionidae. De wetenschappelijke naam van de soort is voor het eerst geldig gepubliceerd in 1995 door Caleca.